# Adelaida Football Club
L'Adelaida Football Club és un club professional de futbol australià australià de la ciutat d'Adelaida que disputa l'Australian Football League.

## Palmarès
- Australian Football League: 1997, 1998
- McClelland Trophy: 2005

## Entrenadors
- Graham Cornes, 1991-94
- Robert Shaw, 1995-96
- Malcolm Blight, 1997-99
- Gary Ayres, 2000-04
- Neil Craig, 2004-present

## Capitans
- Chris McDermott, 1991-94
- Tony McGuinness, 1995-96
- Mark Bickley, 1997-2000
- Mark Ricciuto, 2001-2007
- Simon Goodwin, 2008-present